# Rivalità Bears-Packers

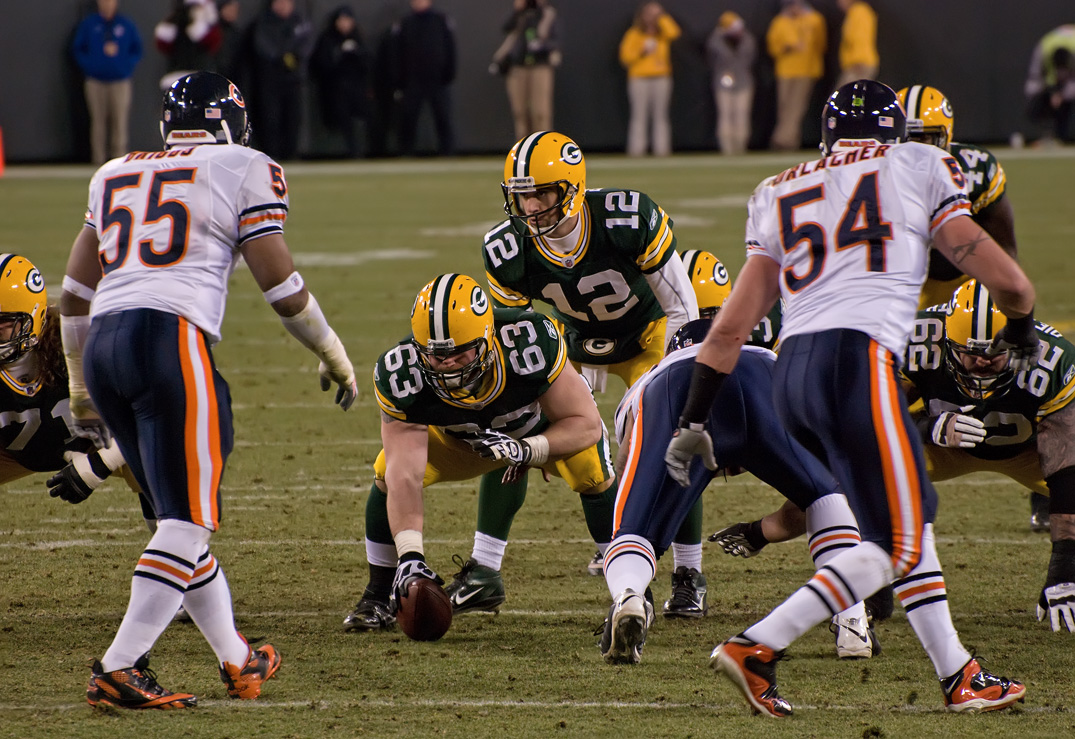
I Bears e Brian Urlacher (#54) allineati contro i Packers e Aaron Rodgers (#12) in una gara del 2011

La rivalità Bears-Packers è una rivalità di football americano nella National Football League tra i Chicago Bears e i Green Bay Packers. Le due franchigie contano complessivamente 67 membri della Pro Football Hall of Fame (34 per Chicago e 33 per Green Bay), hanno vinto complessivamente 22 campionati NFL (13 per Green Bay e 9 per Chicago, rispettivamente prima e seconda di questa classifica) tra cui cinque Super Bowl (quattro per Green Bay e uno per Chicago). Inoltre sono ai primi due posti per partite vinte nella storia della lega: i Bears detenevano il record sin dal 1921 ma furono superati dai Packers proprio grazie a una vittoria contro Chicago nel 2022.
I due club sono tra i più antichi della NFL. I Bears furono fondati come Decatur Staleys, una squadra di proprietà della A.E. Staley Manufacturing Company nel 1919; divennero una squadra professionistica l'anno successivo unendosi alla American Professional Football Association (APFA), antenata della NFL, dopo di che si trasferirono a Chicago nel 1921 e divennero i Bears nel 1922. I Packers furono fondati anch'essi nel 1919, sponsorizzati dalla Indian Packing Company, allora Acme Packing Company, e si unirono alla APFA nel 1921.
La rivalità iniziò nel 1921 ed è la più giocata della lega, con 205 gare tra stagione regolare e playoff. Essa è stata rinnovata annualmente in tutte le stagioni dal 1921 tranne due: nel 1922 non vi furono incontri previsti in calendario ed entrambi quelli del 1982 furono cancellati per uno sciopero dei giocatori. Ciò rende la rivalità tra Packers e Detroit Lions la più lunga senza interruzioni, dal momento che le due squadre si sono incontrate almeno due volte all'anno dal 1932.
I Packers e i Bears hanno giocato nella stessa conference o division sin da quando la NFL adottò il formato a due conference nel 1933. Dal 1933 al 1970 giocarono nella Western Conference e dal 1970 hanno militato nella NFC North division (conosciuta come NFC Central dal 1970 al 2001). Per tale motivo esse giocano abitualmente due volte l'anno nella stagione regolare e la rivalità Bears-Packers è la più antica della NFC North. I Bears detennero un record vincente contro i Packers per molti decenni e, ad un certo punto, furono avanti anche di 24 vittorie (nel 1960 e di nuovo nel 1992). I Packers superarono i Bears nel 2017 e ora guidano la serie 106–95–6. Le due formazioni si sono incontrate per due volte nei playoff, nel 1940 e nel 2010, vincendo una gara a testa.

## Gare ed eventi degni di nota

### Anni 1920–1950
- Staleys 20, Packers 0 (27 novembre 1921) – Le due squadre si incontrarono per la prima volta a Chicago, con i Bears ancora chiamati Chicago Staleys. Gaylord "Pete" Stinchcomb dei Bears segnò il primo touchdown della partita su una corsa da 45 yard. I Bears vinsero per 20-0 nel loro primo incontro e così nacque la rivalità. Un anno dopo gli Staleys cambiarono nome in Bears.
- Bears 3, Packers 0 (23 novembre 1924) – Durante la rivalità Bears–Packers vi la prima espulsione di giocatori per una rissa. Frank Hanny dei Bears e Tillie Voss dei Packers furono espulsi alla fine del primo tempo dopo degli insulti verbali che portarono a uno scontro fisico. Due anni dopo, Hanny fu di nuovo espulso in una gara contro Green Bay.[5]
- Packers 7, Bears 0 (28 settembre 1930) – I Packers non concessero alcun punto ai Bears per la quinta gara consecutiva, la striscia più lunga della serie. Ciò iniziò nel 1928 quando Green Bay batté Chicago 6–0 il 9 dicembre.[6] Nel 1929 i Packers annullarono per tre volte l'attacco dei Bears, 23–0, 14–0 e 25–0, vincendo il loro primo titolo.[7][8] Il 9 novembre, i Bears riuscirono finalmente a segnare ai Packers anche se persero per 13–12.[9] Quell'anno Green Bay vinse il suo secondo titolo.[10]
- Packers 7, Bears 0 (22 settembre 1935) – Nella prima giocata della partita, il ricevitore rookie Don Hutson segnò un touchdown da 83 yard su passaggio di Arnie Herber in quella che fu l'unica segnatura della partita. Questa fu la prima ricezione e il primo touchdown della carriera da Hall of Fame di Hutson.[11]
- Bears 30, Packers 3 (20 settembre 1936) – Nel corso di una dominante vittoria dei Bears, il tifoso dei Packers Emmett Platten, a causa della frustrazione, corse il campo e colpì il giocatore di Chicago Bears Ted Rosequist, ritenendo che questi avesse compiuto diverse giocate sporche contro i Packers. Rosequist cadde a terra per il pugno subito e fu costretto a lasciare la partita.[12] Platten non fu punito per le sue azioni ma fu pubblicamente ammonito sulla Green Bay Press Gazette.
- Packers 16, Bears 14 (2 novembre 1941) – I Bears giunsero alla partita da imbattuti e sembravano invincibili. Nel corso di cinque partite, avevano battuto i rivali per complessivi 157 punti.[13] Tuttavia, i Packers vinsero a sorpresa questa gara, in quella che fu l'unica sconfitta stagione di Chicago. L'Associated Press scrisse sulla partita che "il mito dei Chicago Bears è andato distrutto".[14] I tifosi di Chicago accusarono che la partita fosse stata truccata[15] e suggerirono che i Packers avessero usato uno schema difensivo "segreto".[16] Green Bay si portò in vantaggio per 16–0 nei primi tre quarti prima che i Bears tentassero una rimonta nel quarto periodo, mancandola di poco.[17]
- Bears 33, Packers 14 (14 dicembre 1941) – Nella prima gara di playoff tra le due rivali, i Bears batterono i Packers 33–14 nella partita che determinava il vincitore della Western Division. Dopo i Packers, i Bears batterono i New York Giants in finale, vincendo il loro quarto campionato. Fino ai playoff 2010, questo rimase l'unico incontro nella post-season tra le due squadre.
- Bears 52, Packers 31 (6 novembre 1955) – Le due squadre disputarono l'incontro con il più alto punteggio della serie al Soldier Field nella stagione 1955. Chicago costruì un ampio vantaggio per 45–3, ma Green Bay segnò 28 punti nel quarto periodo; la gara si concluse con la vittoria dei Bears per 52–31, con 83 punti totali. Fu anche l'ultima partita di George Halas come allenatore dei Bears contro i Packers fino al 1958 a causa del suo allontanamento temporaneo dall'allenare.
- Packers 21, Bears 17 (29 settembre 1957) – I Packers ospitarono i Bears nella partita inaugurale del loro nuovo stadio, initially allora denominato New City Stadium (in seguito divenuto Lambeau Field nel 1965). Tra i presenti il Commissioner della NFL Bert Bell, il vice presidente degli Stati Uniti Richard Nixon, l'attore James Arness e Miss America 1958, Marilyn Van Derbur. In svantaggio diverse volte durante la partita, nel quarto periodo i Packers si portarono avanti con un passaggio da touchdown da 6 yard da Babe Parilli a Gary Knafelc che si rivelò quello della vittoria.
- Packers 9, Bears 6 (27 settembre 1959) – Nella gara di debutto del nuovo capo-allenatore di Green Bay, Vince Lombardi, i Packers si trovarono in svantaggi per 6–0, finché Jim Taylor segnò un touchdown su una corsa da 5 yard, portando in vantaggio Green Bay. Dave Hanner fece seguire al touchdown una safety, mettendo a segno un sack sul quarterback dei Bears Ed Brown nella end zone. I Packers festeggiarono la prima vittoria con il nuovo allenatore caricandolo in spalla dopo la partita.

### Anni 1960–1970
- Packers 31, Bears 28 (12 novembre 1961) – I Packers si portarono in vantaggio per 31-7 ma i Bears orchestrarono una furiosa rimonta segnando tre touchdown consecutivi, accorciando il punteggio a 31-28. Fu tuttavia Green Bay ad aggiudicarsi la partita e poi a vincere la finale di campionato di quell'anno contro i Giants.
- Packers 49, Bears 0 (30 settembre 1962) – I Packers di Lombardi non fecero segnare alcun punto ai Bears di Halas andando a vincere per 49-0 al City Stadium in quella che fu la più ampia vittoria di Green Bay nella rivalità. La squadra ripeté tale punteggio contro i Philadelphia Eagles sei settimane dopo, l'11 novembre 1962. Questo rimane un record dei Packers per punti segnati senza subirne alcuno. Dopo avere battuto di nuovo Chicago più avanti nella stagione, questa volta per 38-7, i Packers vinsero il loro ottavo titolo nella finale del 1962. Motivato dalle due umilianti sconfitte contro Green Bay, Halas trascorse la maggior parte del tempo che precedette la stagione successiva a focalizzarsi su come battere i Packers.
- Bears 26, Packers 7 (17 novembre 1963) – Le due squadre, entrambe con un record di 8-1, si incontrarono al Wrigley Field con in palio il primo posto nella Western Conference. Chicago, grazie a una difesa dominante, si portò in vantaggio per 26–0 e alla fine vinse per 26–7, battendo gli avversari entrambe le volte in stagione, le uniche due sconfitte dell'annata dei Packers. I Bears chiusero la stagione nella finale del 1963 dove batterono i Giants, conquistando il loro ottavo titolo.
- Packers 23, Bears 12 (13 settembre 1964) – Ricordata come "Free Kick Game" poiché i Packers invocarono la sorprendente regola del calcio su un fair catch, che consente di consente di calciare un field goal con un drop kick dal punto del fair catch. Elijah Pitts segnalò un fair catch su un punt dei Bears sulla linea delle 48 yard di Chicago prima della fine del primo tempo. L'allenatore dei Packers Vince Lombardi optò per tentare un free kick. Sopraggiunse confusione perché nessuna delle due squadre si era mai allenata sul free kick. I Packers si allinearono sulla linea di scrimmage con Bart Starr che tenne il pallone per Paul Hornung. Hornung segnò un field goal da 52 yard mentre il primo tempo stava terminando. Con quel calcio Green Bay stupì tutti i presenti e andò a vincere per 23–12.
- Bears 13, Packers 10 (3 novembre 1968) – I Bears si vendicarono dei Packers, battendoli per 13–10 su un free kick dopo un fair catch di Mac Percival sulla linea delle 43 yard dopo un punt dei Packers a 26 secondi dal termine. Percival aveva calciato il field goal della vittoria anche la settimana precedente contro i Minnesota Vikings.[18]

### Anni 1980
- Packers 12, Bears 6 (7 settembre 1980) – Su un punteggio di 6-6 e la gara ai tempi supplementari, il kicker dei Packers Chester Marcol fu mandato in campo per calciare il field goal della vittoria. Alan Page dei Bears riuscì a sbucare e a bloccare il field goal, con il pallone che lo colpì sul casco. L'ovale rimbalzò verso Marcol che lo afferrò e entrò nella end zone segnando il touchdown della vittoria.
- Bears 61, Packers 7[19] (7 dicembre 1980) – In quella partita i Bears segnarono otto touchdown in attacco. Dopo che Green Bay subì la seconda peggior sconfitta della sua storia, Bart Starr attraversò il campo per confrontarsi con il capo-allenatore avversario Neill Armstrong. Starr era infuriato perché il coordinatore difensivo degli avversari Buddy Ryan aveva chiamato dei blitz da ogni zona del campo nel quarto periodo, anche dopo che i Packers avevano inserito il quarterback di riserva David Whitehurst mentre si trovavano in svantaggio per 48–7.[20] "Bart Starr era arrabbiato," disse Armstrong dopo la partita. "Ha parlato e io lo ho ascoltato. Disse che avrebbe preferito non udire quello che gli ho detto e poi se n'è andato." Due anni dopo, Bill Tobin, vice presidente del personale dei Bears all'epoca, rivelò che era stato istruito dal general manager Jim Finks prima dell'inizio della stagione a studiare il sistema dei segnali dei Packers per decodificare le giocate del quarterback. Tobin, che era stato nella dirigenza dei Packers durante gli anni di Devine, era stato licenziato da Starr nel 1975 come parte di un repulisti generale. "Mi ci sono fiondato come una tigre sulla carne," disse Tobin all'epoca.
- Bears 23, Packers 7 (21 ottobre 1985) – Il mondo scoprì il defensive lineman rookie William "The Refrigerator" Perry nel Monday Night Football.[21] Nelle situazioni di vicinanza alla end zone, il capo-allenatore dei Bears Mike Ditka utilizzò Perry, che pesava oltre 150 kg, nel ruolo di fullback. Per due volte, Perry aprì la strada alla leggenda dei Bears Walter Payton che segnò su corse da una e due yard. Nel secondo quarto, a "the Fridge" fu affidato il pallone e questi segnò uno dei touchdown più pesanti della storia della NFL. I Bears vinsero per 23-7
- Bears 16, Packers 10 (10 novembre 1985) – Prima della gara, i Packers misero sterco di cavallo nello spogliatoio dei Bears.[21] Due settimane dopo la sfida del precedente Monday Night Football, gli animi stavano ribollendo. Il cornerback dei Packers Mark Lee fu espulso dopo che lui e il running back dei Bears Walter Payton volarono sopra una panchina nel primo quarto.[22] Pochi minuti dopo, la safety dei Packers Ken Stills fu penalizzata per un colpo su Matt Suhey dei Bears ben oltre il fischio degli arbitri. Il mese successivo i Bears pubblicarono la loro canzone The Super Bowl Shuffle (due mesi prima di vincere il Super Bowl), rendendoli l'unica squadra di uno sport professionistico ad entrare nella classifica dei primi cento singoli e a ricevere una nomination ai Grammy.
- Bears 12, Packers 10 (23 novembre 1986) – Nella settimana 12 della stagione 1986, il defensive tackle di Green Bay Charles Martin indossò un asciugamano con una lista di specifici giocatori dei Bears da colpire, tra cui Walter Payton e Jim McMahon.[23] Dopo un intercetto subito da McMahon, Martin gli giunse da dietro e lo scaraventò a terra molto dopo il fischio degli arbitri[22] infortunando la spalla di McMahon e chiudendo la stagione del quarterback. Martin fu sospeso per due partite, all'epoca la più lunga sospensione della storia della NFL.[24]
- Packers 14, Bears 13 (6 novembre 1989) – Questa partita divenne nota come Instant Replay Game.[25] Il quarterback dei Packers Don Majkowski guidò la sua squadra alla rimonta con l'apparente passaggio da touchdown della vittoria per il wide receiver Sterling Sharpe. Gli arbitri decretarono un ma quello di linea Jim Quirk fischiò una penalità a Majkowski per essere oltre la linea di scrimmage al momento del passaggio. Una folla tesa e nervosa al Lambeau Field attese la decisione dell'arbitro dell'instant replay. Diversi minuti dopo fu decretato il touchdown, dando a Green Bay la prima vittoria su Chicago dal 1984. Ciò portò a un cambiamento nella regola del passaggio in avanti illegale, che era definita sulla base della posizione del giocatore. Il cambiamento introdotto spostò l'attenzione dai piedi del passatore alla posizione del pallone. L'allenatore dei Bears Mike Ditka ordinò che fosse apposto un asterisco accanto al risultato in tutte le pubblicazioni della squadra.

### Anni 1990
- Packers 33, Bears 6 (31 ottobre 1994) – Giocando con un bacino gravemente infortunato durante un forte acquazzone al Soldier Field la notte di Halloween, Brett Favre corse un record in carriera di 58 yard, incluso un touchdown da 36 yard nel secondo quarto, quando saltò oltre un difensore dei Bears.[26] Dopo la partita, Favre disse: "Forse Gale Sayers (il cui numero era stato ritirato quella sera insieme a quello di Dick Butkus) l'ha trovato eccitante".[27] Con quel successo, Green Bay iniziò una striscia di dieci vittorie consecutive contro I Bears, con Favre che fu considerato un "Bear-killer"[28] dai media e dai tifosi dei Chicago Bears.[29] Questa partita segnò anche l'inizio di un'altra striscia nella serie: quella di 11 vittorie consecutive in trasferta a Chicago da parte di Green Bay che si concluse solo nel 2005.[30] In questa occasione, entrambe le squadre indossarono delle uniformi che richiamavano quelle dei loro primi anni nella lega.
- Packers 27, Bears 24 (11 settembre 1995) – Il quarterback Brett Favre passò un touchdown da 99 yard Robert Brooks, una delle sole 13 occasioni della storia della NFL in cui fu completato un passaggio da touchdown da 99 yard.[31] Green Bay passò in vantaggio per 27–7 e guadagnò 431 yard in attacco, contro le 243 di Chicago. Anche se i Bears segnarono 17 punti consecutivi, non riuscirono a rimontare. La gara fu trasmessa in diretta nazionale nel Monday Night Football.[32]
- Packers 35, Bears 28 (12 novembre 1995) – Per questa pubblicizzate sfida vi era in palio il primo posto nella NFC Central division. Una vittoria dei Packers gli avrebbe dato lo stesso record dei Bears (6–4) e il vantaggio negli scontri diretti a fine stagione. Brett Favre giocò con una caviglia gravemente infortunata che minacciò di non farlo scendere in campo. Non solo Favre partì come titolare ma disputò la sua miglior gara della stagione fino a quel momento. Completò 25 passaggi su 33 per 336 yard e un record in carriera di 5 touchdown. Anche il quarterback dei Bears Erik Kramer non sfigurò, completando 23 passaggi su 38 per 318 yard, 2 touchdown e un intercetto. Le squadre guadagnarono 800 yard in attacco. La gara non si decise finché Kramer non lanciò un passaggio incompleto nella end zone avversaria nell'ultima giocata della partita.[33]
- Packers 24, Bears 23 (12 ottobre 1997) – In una delle partite più equilibrate della rivalità, i Bears passarono in vantaggio per 10–0 grazie a un touchdown su corsa di Raymont Harris nel primo quarto prima che i Packers si portassero in vantaggio 14–10 nel primo tempo con due marcature su corsa di Dorsey Levens. Nel terzo quarto, Erik Kramer segnò anch'egli su una corsa da 3 yard, riportando Chicago in vantaggio per 17-14. Tuttavia, negli ultimi secondi del terzo quarto, Favre passò un touchdown a Mark Chmura. Poi i Packers si portarono con un field goal sul 24–17. I Bears percorsero il campo e Kramer trovò un passaggio vincente per Chris Penn a meno di due minuti dal termine. Chicago optò per tentare una conversione da due punti. Il passaggio fu incompleto e i Packers vinsero la sfida.[34]
- Bears 14, Packers 13 (7 novembre 1999) – I Bears batterono i Packers per la prima volta dal 1993 con un field goal bloccato dal defensive tackle Bryan Robinson  nella prima partita della serie dopo la morte di Walter Payton. In questa gara Favre superò Ron Jaworski per il maggior numero di gare come titolare consecutive per un quarterback.

### Anni 2000

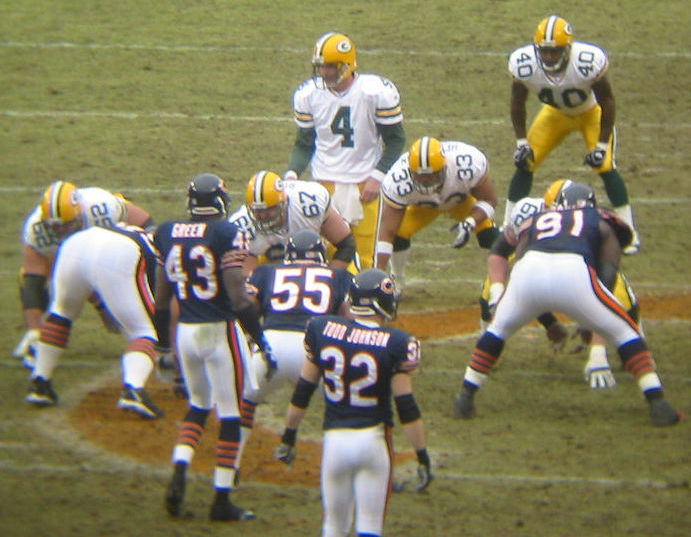
Brett Favre (#4) guida l'attacco dei Packers contro i Bears nel 2007

- Packers 34, Bears 21 (7 ottobre 2002) – Questa gara del lunedì al Memorial Stadium di Champaign, Illinois, fu l'unica gara interna vinta dai Bears al di fuori di Chicago nella rivalità. Brett Favre passò un touchdown da 85 yard nel primo quarto a Donald Driver, il secondo più lungo in carriera fino a quel momento (entrambi contro i Bears). All'epoca il Soldier Field era in fase di rinnovamento e avrebbe riaperto nel 2003 proprio in una sfida tra Bears e Packers.[35]
- Bears 26, Packers 0 (10 settembre 2006) – Nel primo turno della stagione, i Bears impedirono a Favre di segnare alcun punto per la prima volta in 16 anni di carriera, vincendo 26-0 a Green Bay. L'attacco di Chicago, criticato per essere troppo conservativo, aprì la gara con un passaggio da touchdown da 49 yard da Rex Grossman a Bernard Berrian. Questa fu anche la prima partita in cui Devin Hester dei Bears ritornò un punt in touchdown.[36]
- Bears 20, Packers 17 (22 dicembre 2008) – La gara più fredda nella storia dei Bears vide tempercature di meno due gradi al calcio d'inizio e una temperatura del vento di meno tredici gradi. I Packers si recarono al Soldier Field nella gara del lunedì e una loro vittoria avrebbe segnato la fine delle speranze di raggiungere i playoff per i Bears. Chicago rimontò uno svantaggio di 14-3 alla fine del primo tempo, inizialmente grazie a una palla persa su un ritorno di punt di Green Bay. In seguito i Packers erano sul punto di completare il drive della vittoria ma il field goal di Mason Crosby fu bloccato da Alex Brown, mandando la gara ai supplementari. I Bears ebbero il primo possesso e segnarono il field goal vincente da 38 yard con Robbie Gould.

### Anni 2010
- Bears 20, Packers 17 (27 settembre 2010) – Sia i Packers che i Bears avevano vinto le prime due gare della stagione. Aaron Rodgers lanciò un passaggio da touchdown da 7 yard per Greg Jennings aprendo le marcature nel primo quarto. Mason Crosby segnò il field goal del 10-0 ma Jay Cutler guidò i Bears e percorrere il campo, trovando Greg Olsen con un touchdown a 31 secondi dal termine del primo tempo. Nel terzo quarto, Julius Peppers bloccò un field goal da 37 yard di Crosby. Devin Hester aprì l'ultimo periodo di gioco ritornando un punt per 62 yard in touchdown, portando in vantaggio Chicago. Aaron Rodgers guidò poi i suoi in vantaggio per 17–14 segnando un touchdown su una corsa da 3 yard. Tuttavia i Packers commisero 18 penalità nella partita e i Bears se ne avvantaggiarono con due field goal di Robbie Gould, l'ultimo dei quali a otto secondi dal termine, vincendo per 20–17. Questa fu l'ultima vittoria di Chicago in casa contro i Packers fino al 2018.

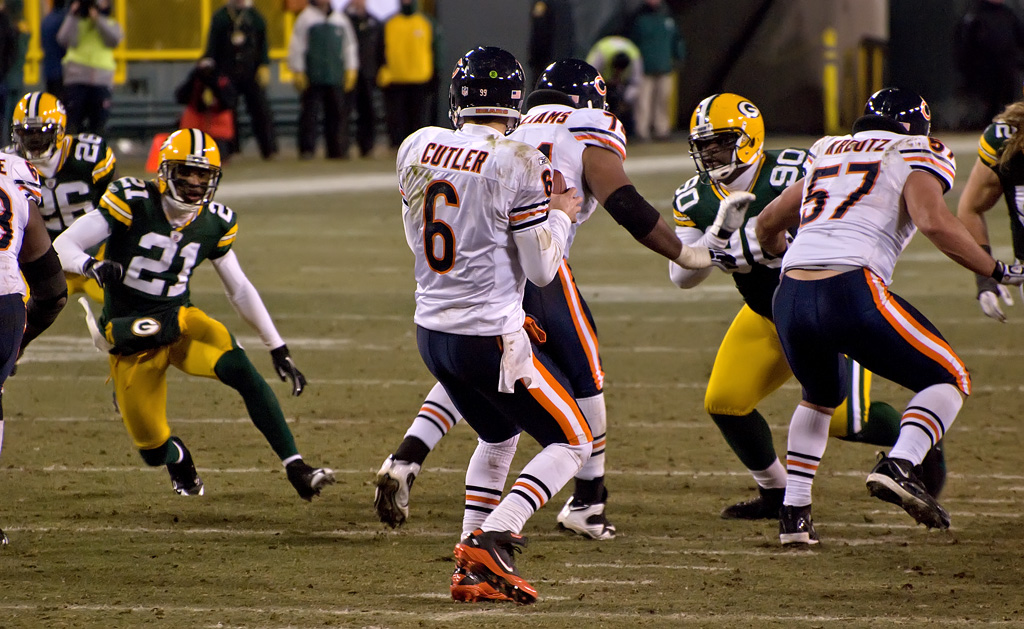
Jay Cutler dei Bears nella gara del 2 gennaio 2011

- Packers 10, Bears 3 (2 gennaio 2011) – I Packers, su un record di 9–6, ospitarono i Bears (11-4), dovendo assolutamente vincere per centrare un posto nei playoff.[37] Con le squadre che venivano entrambe da vittorie con ampio punteggio, era prevista una gara con molti punti segnati. Tuttavia si rivelò una battaglia difensiva, con i due club fermi sul 3-3 nel quarto periodo. Con 2:50 al termine, Aaron Rodgers trovò il tight end Donald Lee con touchdown da una yard, vincendo per 10-3.[38]
- Packers 21, Bears 14 (23 gennaio 2011, finale della NFC). Fu il primo incontro nei playoff tra le due squadre dal 1940. I Packers partirono forte portandosi in vantaggio per 14-0. Con Cutler infortunato i Bears schierarono come quarterback titolare Todd Collins ma, dopo che non ebbe completato alcun passaggio nei primi due drive, lo sostituirono con Caleb Hanie, che guidò la squadra a segnare un touchdown su una corsa da una yard di Chester Taylor, accorciando a 14–7. Nel drive successivo, tuttavia, Hanie fu intercettato da B.J. Raji, che ritornò il pallone nel touchdown del 21-7. I Bears risposero segnando un touchdown ma nel drive che avrebbe dovuto pareggiare la partita, Hanie subì il suo secondo intercetto, questa volta da parte di Sam Shields, che chiuse la partita e mandò Green Bay al Super Bowl.[39] Green Bay vinse poi il Super Bowl XLV contro i Pittsburgh Steelers, diventando la prima squadra della NFC a trionfare come sesta testa di serie (e come seconda wild card in assoluto).[40]
- Bears 27, Packers 20 (4 novembre 2013) – Jay Cutler non poté scendere in campo nella gara del lunedì a causa di un infortunio all'inguine, venendo sostituito da Josh McCown. Nel primo drive della partita Aaron Rodgers subì un sack da Shea McClellin, fratturandosi la clavicola sinistra e lasciando la gara. McCown passò 272 yard, 2 touchdown e nessun intercetto. Il quarterback di riserva dei Packers Seneca Wallace lanciò 114 yard senza touchdown e intercetti. I Bears vinsero per 27-20, chiudendo una striscia di sei sconfitte consecutive contro i rivali. Rodgers saltò le successive sei partite, facendo ritorno in campo nell'ultimo turno proprio contro i Bears.
- Packers 33, Bears 28 (29 dicembre 2013) – In una gara con in palio il titolo di division, la gara fu degna di nota per un fumble di Rodgers ritornato in touchdown, quando la maggior parte dei giocatori ritenevano che si fosse trattato di un passaggio incompleto. La gara divenne una battaglia offensiva nel secondo tempo, con Cutler che passò due touchdown. Tuttavia, nell'ultimo drive i Packers convertirono tre quarti down, in particolare con un passaggio completato a Randall Cobb su una situazione di quarto down e otto nel touchdown che vinse la partita e diede a Green Bay il terzo titolo di division consecutivo. Con la sconfitta i Bears rimasero fuori dai playoff.
- Packers 55, Bears 14 (6 novembre 2014) – Aaron Rodgers pareggiò il record NFL con 6 passaggi da touchdown nel primo tempo nella netta vittoria dei Packers, la loro più netta sui rivali dal 1962. Il kick returner dei Bears Chris Williams pareggiò un record NFL con 10 ritorni di kickoff in una partita, uno dei quali da 101 yard in touchdown.
- Bears 17, Packers 13 (26 novembre 2015) – Nella notte del ritiro della maglia di Brett Favre, i Bears erano ospiti di Green Bay nel Giorno del Ringraziamento. Con un record di 4–6 e avendo già perso con i Packers quell'anno, Chicago arrivò alla partita molto sfavorita. Mentre il suo attacco non produsse nulla nel primo quarto, i Packers si portarono in vantaggio con un touchdown da Aaron Rodgers a Eddie Lacy. Nel secondo quarto i Bears segnarono due touchdown mentre Green Bay si accontentò di due field goal, chiudendo il primo tempo sul 14-13. I Bears segnarono un altro field goal nel quarto periodo, mentre la loro difesa non subì alcun punto nel secondo tempo, vincendo per 17-13.
- Packers 30, Bears 27 (18 dicembre 2016) – Con i Packers bisognosi di una vittoria per essere a una partita di distanza dalla vetta della NFC North, entrarono in una Soldier Field congelato. In parità per 10-10 alla fine del primo tempo, Green Bay salì a 27-10 nel terzo quarto, solo per vedere rimontare i Bears, che riuscirono a portarsi a soli tre punti di distacco. Con Chicago nei pressi della sua end zone, Green Bay riuscì a tenere gli avversari a un field goal segnato dopo di che nel successivo possesso i gialloverdi trovarono un passaggio da 60 yard da Rodgers a Jordy Nelson che aprì la strada al field goal della vittoria.
- Packers 24, Bears 23 (9 settembre 2018) – Dopo che prima dell'inizio della stagione entrambi i club avevano fatto importanti acquisti, in particolare i Bears avevano acquisito il  linebacker Khalil Mack, le due squadre si incontrarono nel primo turno. I Bears segnarono per primi su una corsa da 2 yard del Mitchell Trubisky, chiudendo il primo quarto in vantaggio per 7–0. Seguì un field goal di Cody Parkey, salendo sul 10–0. Nel finale del secondo quarto, il defensive lineman Roy Robertson-Harris infortunò Aaron Rodgers al ginocchio e i Bears capitalizzarono con Mack che ritornò in touchdown un intercetto sul quarterback di riserva DeShone Kizer. Rodgers tornò in partita nel terzo quarto in svantaggio per 20–0, portando Green Bay a segnare i primi punti di giornata con un field goal. Grazie a tre passaggi da touchdown di Rodgers, i Packers ebbero un parziale di 21–3, portandosi in vantaggio per 24-23 a due minuti dal termine della gara, che si concluse con quel risultato. La rimonta di 17 punti nel quarto periodo fu la più ampia nella storia di Green Bay. Tuttavia, le due squadre si avviarono in direzioni opposte nel prosieguo della stagione.
- Bears 24, Packers 17 (16 dicembre 2018) – I Packers, su un record di 5-7-1, affrontarono i Bears (9-4) in una gara con ampie implicazioni in ottica playoff per entrambe. I Bears con una vittoria si sarebbero aggiudicati il titolo di division, mentre Green Bay avrebbe tenuto aperte le sottili sperane di playoff. Guidati da una dominante prova difensiva e da due touchdown di Mitchell Trubisky, i Bears vinsero per 24-17 (la loro prima vittoria sui rivali al Soldier Field dal 2010) e si aggiudicarono la NFC North eliminando i Packers. Khalil Mack mise a segno 2,5 sack su Aaron Rodgers mentre la safety Eddie Jackson intercettò Rodgers nel finale di partita, sigillando la vittoria di Chicago (ciò interruppe anche un record NFL di Rodgers di 402 passaggi consecutivi senza intercetti. I Packers chiusero la stagione con un bilancio di 6-9-1 (la prima volta dal 1990–91 che ebbero due stagioni consecutive con record negativi) mentre i Bears chiusero sul 12–4, perdendo nel turno della wild contro gli Eagles in una gara divenuta nota come Double Doink Game.
- Packers 10, Bears 3 (5 settembre 2019) – Il 2019 fu la centesima stagione sia della NFL che dei Chicago Bears. La lega decise di festeggiarono programmando come gara di debutto la più lunga rivalità della NFL, con Bears e Packers che si incontrarono al Soldier Field.[41] Tale decisione interruppe la tradizione che nella prima partita fossero presenti i campioni in carica del Super Bowl (in quel caso i New England Patriots). I Bears segnarono gli unici punti della partita con un field goal nel primo quarto mentre i Packers segnarono nel secondo un touchdown e nel quarto un field goal, vincendo per 10-3. La gara si chiuse quando due nuovi acquisti di Green Bay, Adrian Amos e Preston Smith, interruppero gli ultimi due drive offensivi dei Bears.
- Packers 21, Bears 13 (15 dicembre 2019) – Questa partita della settimana 15, come l'anno precedente, aveva grosse implicazioni in ottica playoff. I Packers avevano bisogno di una vittoria per continuare a sperare di vincere la division mentre i Bears necessitarono di una vittoria loro e in contemporanea dei Vikings per tenere vive le speranze di post-season. Dopo che i Packers si portarono in vantaggio per 21–3 nel terzo periodo, i Bears con dieci punti consecutivi accorciarono a 21–13. Nell'ultima giocata della partita i Bears mancarono un passaggio laterale mal eseguito e il pallone fu recuperato da Tramon Williams dei Packers. Al contrario del 2018, i Packers eliminarono i Bears dalla caccia ai playoff e si assicurarono la vittoria della NFC North una settimana dopo battendo i Vikings. I Packers chiusero sul 13–3, perdendo contro i 49ers nella finale di conference, mentre i Bears chiusero 8-8.

### Anni 2020
- Packers 35, Bears 16 (3 gennaio 2021) – I Packers batterono i Bears nell'ultima gara della stagione, assicurandosi il miglior record della NFC. Con una vittoria Chicago avrebbe ottenuto l'ultima wild card ma riuscì comunque a centrare i playoff grazie alla sconfitta degli Arizona Cardinals più tardi quel giorno.
- Packers 28, Bears 19 (4 dicembre 2022) – Le squadre giunsero alla partita appaiate per il maggior numero di vittorie di tutti i tempi con 786. I Packers ottennero la vittoria e strapparono il record che apparteneva ai Bears dal 1921. Questa fu l'ultima partita di Aaron Rodgers nella serie, poiché fu scambiato con i New York Jets a fine anno.[42] Rodgers chiuse con un record di 25-5 contro i Bears come membro dei Packers, il maggior numero di vittorie di qualsiasi giocatore contro i Bears.[43] La percentuale di vittorie di Rodgers contro i Chicago Bears (83,3) è la terza più alta di tutti i tempi per un quarterback contro un singolo avversario (minimo 27 gare giocate), superata solo da Ben Roethlisberger contro i Cleveland Browns (86,7) e Tom Brady contro i Buffalo Bills (91,7).[44]